# Rivungo

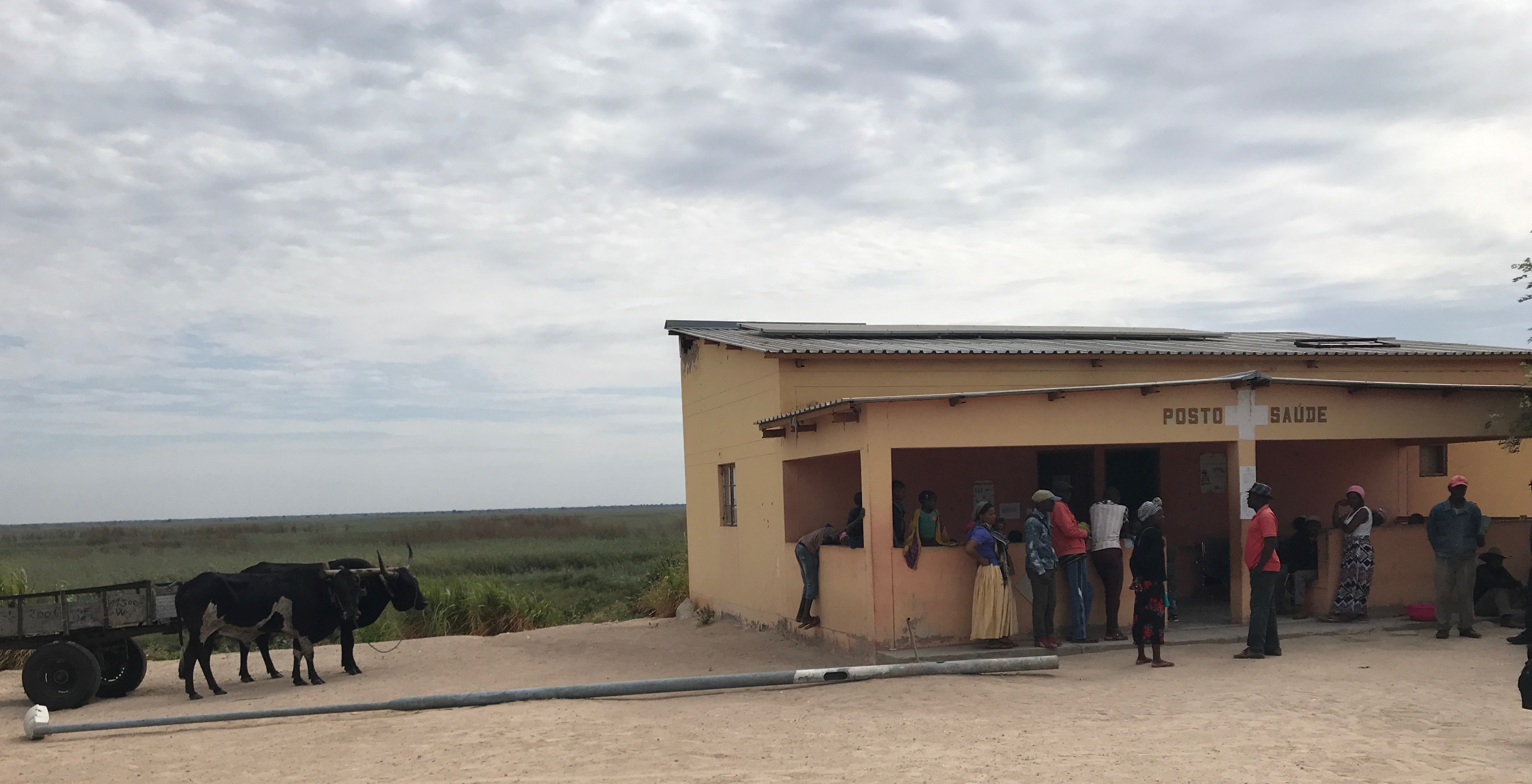
Centre de salut a Rivungo.

Rivungo és un municipi de la província de Cuando Cubango. Té una extensió de 29.510 km² i 30.365 habitants. Comprèn les comunes de Rivungo, Luiana i Chipundo/Neriquinha. Limita al nord amb el municipi de Bundas, a l'est amb la República de Zàmbia, al sud amb la República de Namíbia, i a l'oest amb els municipis de Dirico i Mavinga.